# ویتوریتو
ویتوریتو (به ایتالیایی: Vittorito) یک کومونه در ایتالیا است که در استان لاکویلا واقع شده‌است.

## خصوصیات
ویتوریتو ۱۴٫۰۴ کیلومترمربع مساحت و ۹۶۰ نفر جمعیت دارد و ۳۷۷ متر بالاتر از سطح دریا واقع شده‌است.